# Norbert Rosseau
Norbert Rosseau (født 11. december 1907, død 1. november 1975 i Ghent, Belgien) var en belgisk komponist og violinist.
Rosseau kom tidligt med sin familie til Italien, hvor han senere studerede komposition på Rom´s Musikkonservatorium, hos bl.a. Ottorino Respighi.
Han vendte tilbage til Belgien i 1934. Han var den første belgiske komponist som komponerede tolvtonemusik og elektronisk musik.
Rosseau har skrevet to symfonier, korværker, orkesterværker, koncerter, elektroniske værker etc. 

## Udvalgte værker
- Symfoni nr. 1 (1953) - for stort orkester
- Symfoni nr. 2 (Liturgisk Symfoni) (1961) - for kor og orkester
- "Symfoniske stykker" (1947) - for orkester
- Koncert (1947)- for orkester
- "Maria van den Kerselaar" (oratorium)" (1951) - for kor
- Ave Maria (1969) - for kor
- "Havet" (19?) - for mezzosopran og elektronisk bånd